# Damar (Kansas)
Pour les articles homonymes, voir Damar.
Damar est une ville américaine située dans le comté de Rooks, au Kansas. Selon le recensement de 2020, sa population est de 112 habitants.